# Сарга (Нижегородская область)
Сарга — село в Краснооктябрьском районе Нижегородской области. Административный центр Саргинского сельсовета.

## География
Село находится на правом берегу реки Пьяна, при впадении в неё реки Сарга.

### Часовой пояс
Село Сарга, как и вся Нижегородская область, находится в часовой зоне МСК (московское время). Смещение применяемого времени относительно UTC составляет +3:00.

## Население
| 2002 | 2010 |
| ---- | ---- |
| 137  | →137 |

## Инфраструктура
В селе находится памятник градостроительства и архитектуры — руины Успенской церкви, датированной 1766 годом.